# 100 mètres haies aux championnats du monde d'athlétisme
Pour un article plus général, voir Championnats du monde d'athlétisme.
Le 100 mètres haies fait partie des épreuves inscrites au programme des premiers championnats du monde d'athlétisme, en 1983, à Helsinki. 
Avec trois médailles d'or remportées, l'Américaine Gail Devers est l'athlète la plus titrée dans cette épreuve. Elle devance sa compatriote Michelle Perry, la Suédoise Ludmila Engquist et l'Australienne Sally Pearson (2 titres).
Le record des championnats du monde appartient à la Nigériane Tobi Amusan qui établit le temps de 12 s 12 lors des demi-finales des mondiaux de Eugene, en 2022, signant un nouveau record du monde. En revanche, son temps de 12 s 06 établi en finale n'est pas homologué en raison d'un vent favorable de 2,5 m/s.

## Éditions
| Éditions | 83 | 87 | 91 | 93 | 95 | 97 | 99 | 01 | 03 | 05 | 07 | 09 | 11 | 13 | 15 | 17 | 19 | 22 | 23 | Total |
| -------- | -- | -- | -- | -- | -- | -- | -- | -- | -- | -- | -- | -- | -- | -- | -- | -- | -- | -- | -- | ----- |
| Éditions | X  | X  | X  | X  | X  | X  | X  | X  | X  | X  | X  | X  | X  | X  | X  | X  | X  | X  | X  | 19    |

## Historique

### 1983-1995

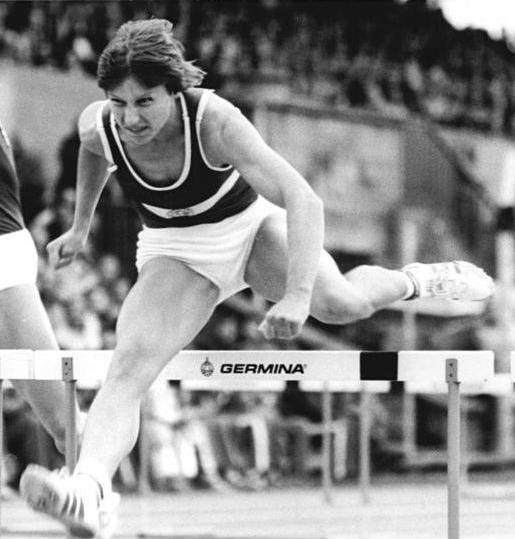
Bettine Jahn, première championne du monde du 100 m haies, en 1983 à Helsinki.

En finale des championnats du monde de 1983 à Helsinki, l'Est-allemande Bettine Jahn réalise le temps 12 s 35, à un centième de seconde du record du monde de la Polonaise Grażyna Rabsztyn, mais ce temps n'est pas homologuée en raison d'un vent favorable de 2,4 m/s supérieur à limite autorisée. Elle devance sa compatriote Kerstin Knabe, médaillée d'argent en 12 s 42 et la Bulgare Ginka Zagorcheva, médaillée de bronze en 12 s 62.
Ginka Zagorcheva, qui a porté le record du monde à 12 s 25 trois semaines auparavant, figure parmi les favorites au titre pour les championnats du monde de 1987 à Rome. Après avoir établi un nouveau record des championnats lors des séries en 12 s 51, elle s'impose en finale en portant ce record à 12 s 34. L'Est-allemande Gloria Siebert monte sur la deuxième marche du podium en 12 s 44, devant sa compatriote Cornelia Oschkenat, troisième en 12 s 46. La Bulgare Yordanka Donkova, championne d'Europe en titre et qui avait détenu le record du monde en 1986 avant Zagorcheva, ne termine que quatrième de la finale, devant deux Françaises : Anne Piquereau et Laurence Elloy.
Lors des championnats du monde de 1991 à Tokyo, la Soviétique Lyudmila Narozhilenko, auteure de la meilleure performance mondiale de l'année quelques jours plus tôt à Kiev en 12 s 28, remporte le titre en 12 s 59 et devance l'Américaine Gail Devers, deuxième en 12 s 63 et l'autre soviétique Nataliya Grygoryeva, troisième en 12 s 69. La Française Monique Éwanjé-Épée, championne d'Europe en 1990 à Split, termine au pied du podium alors que Yordanka Donkova, championne olympique en 1988 à Séoul et détentrice depuis cette même saison du record du monde en 12 s 21, ne participe pas à ces championnats du monde en raison d'une maternité.
En 1993, aux mondiaux de Stuttgart, Gail Devers remporte la finale quatre jours seulement après s'être imposée dans l'épreuve du 100 m. Sur 100 m haies, elle établit un nouveau record d'Amérique du Nord, d'Amérique centrale et des Caraïbes en 12 s 46 (meilleure performance mondiale de l'année), devançant largement la Russe Marina Azyabina, médaillée d'argent en 12 s 60 et l'autre américaine Lynda Tolbert, médaillée de bronze en 12 s 67. Quatrième de la finale, la Cubaine Aliuska López bat le record national en 12 s 73.
Gail Devers conserve son titre lors des championnats du monde de 1995, à Göteborg, devenant la première athlète à remporter deux titres mondiaux sur 100 m haies. Elle s'impose dans le temps de 12 s 68 et devance la Kazakhe Olga Shishigina, détentrice de la meilleure performeuse mondiale de l'année en 12 s 44, qui se classe deuxième en 12 s 80, et la Russe Yuliya Filippova-Graudyn, troisième en 12 s 85.

### 1997-2005

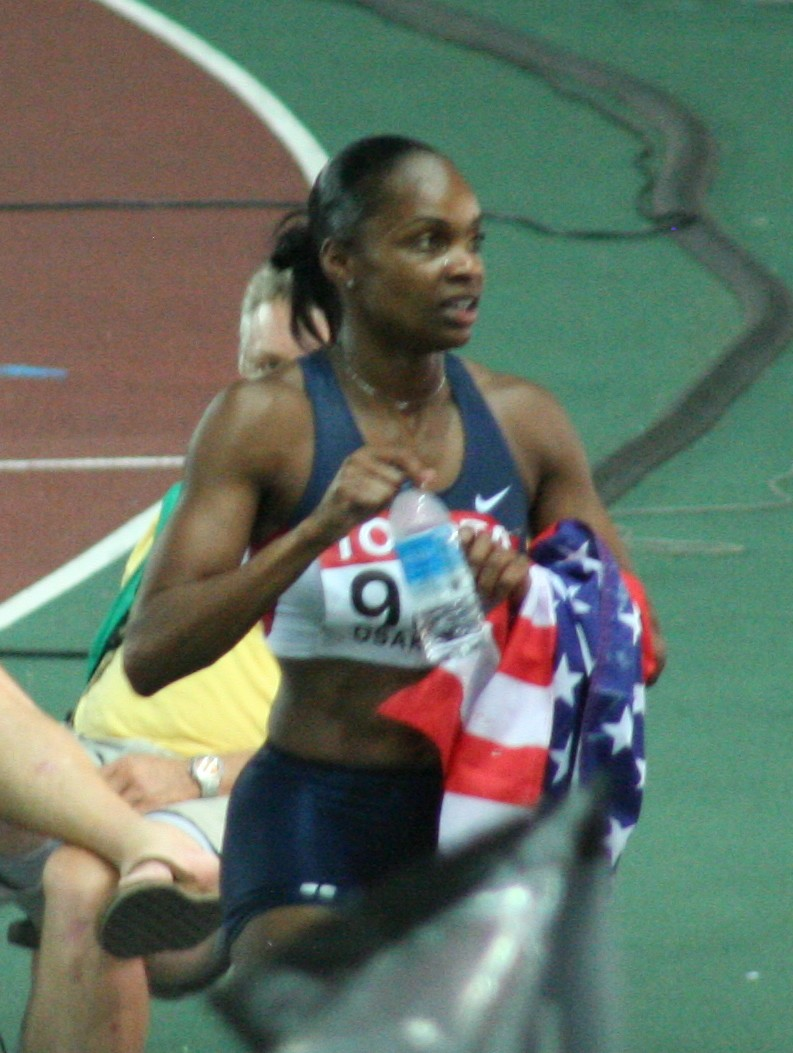
Michelle Perry, championne du monde en 2005 et 2007.

Possédant la nationalité suédoise depuis 1996, Ludmila Engquist (ex-Narozhilenko) s'impose lors des mondiaux de 1997, à Athènes, et égale la performance de Gail Devers en remportant un deuxième titre mondial, six ans après son succès à Tokyo en 1991. Titrée l'année précédente aux Jeux olympiques d'Atlanta, elle remporte la finale en 12 s 50, son meilleure temps de l'année, devant la Bulgare Svetla Dimitrova, championne d'Europe en 1994, médaillée d'argent en 12 s 58 et la Jamaïcaine Michelle Freeman, médaillée de bronze en 12 s 61. La Française Patricia Girard est disqualifiée après deux faux départs.
En 1999 à Séville, Gail Devers remporte son troisième titre de championne du monde du 100 m haies en établissant en finale la meilleure performance mondiale de l'année en 12 s 37. La Nigériane Glory Alozie monte sur la deuxième marche du podium en réalisant un nouveau record d'Afrique en 12 s 44 alors que Ludmila Engquist se classe troisième de la finale en battant le record de Suède (12 s 47). 
Deux ans plus tard, lors des championnats du monde 2001 à Edmonton, l'Américaine Anjanette Kirkland créée la surprise en s'imposant en finale en 12 s 42, signant le meilleur temps de l'année et la meilleure performance de sa carrière. Gail Devers, qui visait un quatrième titre mondial, se classe deuxième en 12 s 54 et obtient sa cinquième médaille dans cette épreuve. Olga Shishigina, championne olympique à Sydney en 2000, se classe troisième de la course (12 s 58), devançant au millième de seconde Svetla Dimitrova.
La Canadienne Perdita Felicien remporte les championnats du monde 2003 au Stade de France de Saint-Denis en établissant un nouveau record national en 12 s 53. La Jamaïcaine Brigitte Foster-Hylton, détentrice de la meilleure performance mondiale de l'année en 12 s 45, est médaillée d'argent en 12 s 57 alors que l'Américaine Miesha McKelvy s'adjuge le bronze en 12 s 67. Pour la première fois, neuf athlètes participent à la finale du 100 m haies car Patricia Girard et la Jamaïcaine Vonette Dixon réalisent le même temps au millième de seconde lors des demi-finales et ne peuvent être départagées.
Lors des championnats du monde 2005 à Helsinki, l'Américaine Michelle Perry, détentrice de la meilleure performance mondiale de l'année en 12 s 43, remporte son premier titre mondial en 12 s 66 alors que sa compatriote Joanna Hayes, championne olympique l'année passée à Athènes et qui revenait sur Perry dans les derniers mètres de course, trébuche sur la neuvième haie et heurte de plein fouet la dixième. La Jamaïcaine Delloreen Ennis-London prend la deuxième place en 12 s 76 et devance après visionnage de la photo-finish sa compatriote Brigitte Foster-Hylton.

### 2007-2015

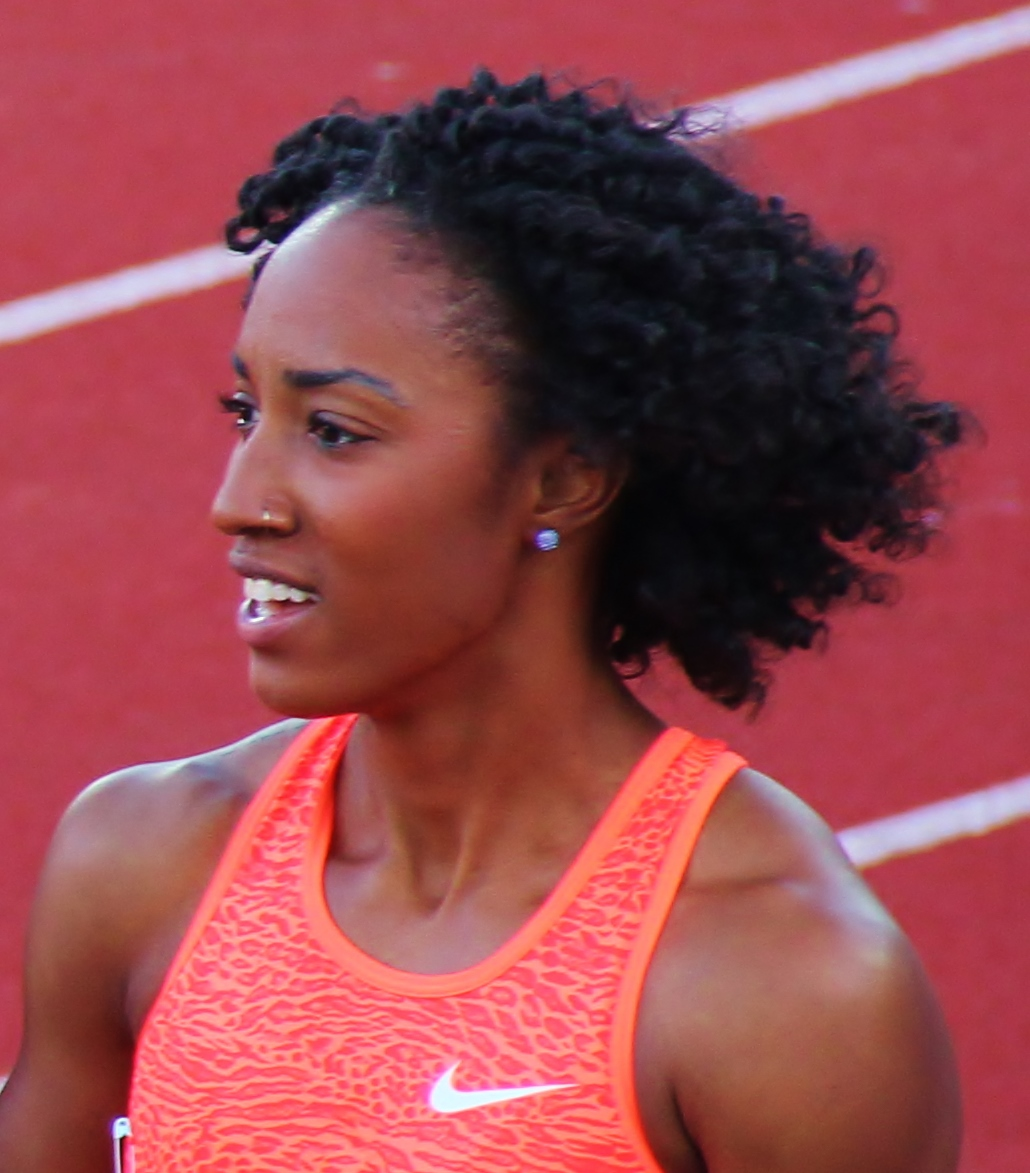
Brianna McNeal, championne du monde du 100 m haies en 2013.

Aux Mondiaux d'Osaka en 2007, Michelle Perry conserve son titre mondial et devient la troisième athlète à remporter deux titres de championne du monde. Elle s'impose dans le temps de 12 s 46, à 2/100e de seconde seulement de la meilleure performance mondiale de l'année qu'elle avait établie quelques semaines plus tôt à Rome. Perdita Felicien, qui améliore son meilleur temps de l'année, est médaillée d'argent en 12 s 49, Delloreen Ennis-London s'adjugeant la médaille de bronze en 12 s 50, son record personnel. Deux autres athlètes améliorent leur record personnel en finale : la Suédoise Susanna Kallur (4e en 12 s 51) et Vonette Dixon (7e en 12 s 64).
En août 2009, aux championnats du monde de Berlin, Brigitte Foster-Hylton devient la première athlète jamaïcaine à remporter un titre mondial sur 100 mètres haies. Elle franchit d'arrivée la ligne en 12 s 51, sa meilleure performance de l'année, et devance la Canadienne Priscilla Lopes-Schliep, deuxième en 12 s 54 et Delloreen Ennis-London, troisième en 12 s 55. L'Irlandaise Derval O'Rourke, qui établit un nouveau record national en 12 s 67, termine au pied du podium alors que l'Américaine Dawn Harper, championne olympique en 2008 à Pékin, ne se classe que 7e de la finale en 12 s 81.
Figurant parmi les favorites des championnats du monde de Daegu, en 2011, l'Australienne Sally Pearson l'emporte en réalisant le temps de 12 s 28 (+ 1,1 m/s), améliorant de 6/100e de seconde le record des championnats détenu depuis 1987 par Ginka Zagorcheva, et établissant un nouveau record d'Océanie. Elle devient à cette occasion la quatrième athlète la plus rapide de tous les temps sur 100 m haies après Yordanka Donkova (12 s 21), Ginka Zagorcheva (12 s 25), et Ludmila Engquist (12 s 26). Loin derrière Pearson, les Américaines Danielle Carruthers et Dawn Harper réalisent le même temps de 12 s 47 (record personnel pour les deux athlètes), Carruthers étant désignée médaillée d'argent après visionnage de la photo-finish.
Championne olympique en 2012 à Londres, Sally Pearson est battue lors des championnats du monde 2013 par l'Américaine Brianna Rollins, meilleure performeuse mondiale de l'année avec 12 s 26 (troisième meilleure performance mondiale de tous les temps), qui remporte la finale de le Moscou dans le temps de 12 s 44. Pearson monte sur la deuxième marche du podium avec 12 s 50, son meilleur temps de l'année, et devance la Britannique Tiffany Porter, médaillée de bronze en 12 s 55. Les Américaines Dawn Harper et Queen Harrison se classent respectivement 4e et 5e de la finale.
Aux championnats du monde 2015 de Pékin, la Jamaïcaine Danielle Williams bat son record personnel en finale pour remporter la médaille d'or en 12 s 57. Elle devance l'Allemande Cindy Roleder, qui bat également son record personnel pour s'adjuger la médaille d'argent en 12 s 59, et la Biélorusse Alina Talay, qui établit un nouveau record national en 12 s 66. Brianna Rollins, la tenante du titre, termine au pied du podium en 12 s 67 alors que sa compatriote Sharika Nelvis, détentrice de la meilleure performance mondiale de l'année, rate sa course (8e en 13 s 06). Shermaine Williams, la sœur ainée de Danielle Williams, participe à la finale et se classe 7e en 12 s 95.

### Depuis 2017

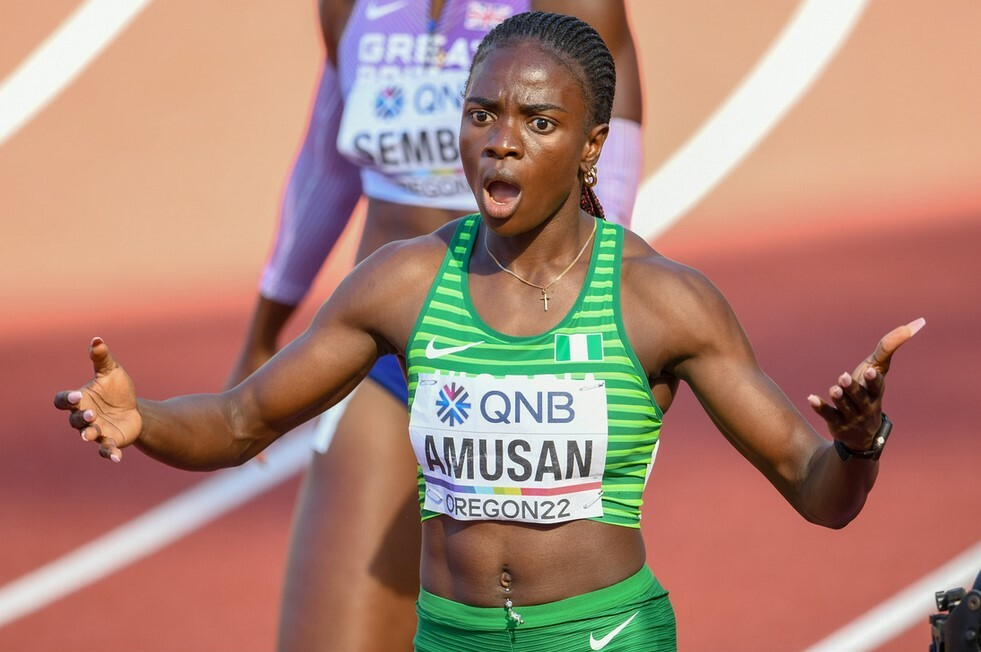
Tobi Amusan, championne du monde en 2022 et détentrice du record des championnats du monde en.

Lors des Mondiaux de Londres en 2017, Sally Pearson crée la surprise en s'imposant en 12 s 57, six ans après son premier titre mondial. Alors que les Américaines étaient 4 au départ, seule Dawn Harper-Nelson parvient à monter sur le podium en terminant deuxième en 12 s 63, tandis que l'Allemande Pamela Dutkiewicz prend la troisième place en 12 s 72. Quant à l'Américaine Kendra Harrison, détentrice du record du monde depuis 2016, elle échoue au pied du podium en 12 s 74, à deux centièmes de seconde de la médaille de bronze. 
À Doha en 2019, l'Américaine Nia Ali est sacrée championne du monde en battant son record personnel en 12 s 34, ce qui lui permet de devenir la neuvième athlète la plus rapide de tous les temps sur cette distance. La médaille d'argent revient à Kendra Harrison en 12 s 46, sa première médaille en compétition internationale, et la médaille de bronze à Danielle Williams en 12 s 47, sa deuxième médaille planétaire après son titre en 2015. La Costaricienne Andrea Vargas se classe 5e de la finale en établissant un nouveau record national en 12 s 64.
Aux championnats du monde de Eugene, la Nigériane Tobi Amusan améliore en séries son propre record d'Afrique (12 s 41) en réalisant 12 s 40. Le lendemain, lors des demi-finales, elle établit de manière inattendue un nouveau record du monde du 100 m haies en 12 s 12 (+ 0,9 m/s), améliorant de huit centièmes de seconde la marque de l'Américaine Kendra Harrison datant de 2016, Harrison terminant d'ailleurs deuxième de cette demi-finale en 12 s 27. Deux heures plus tard, en finale, Tobi Amusan remporte son premier titre mondial en signant le temps de 12 s 06, nouveau meilleure marque mondiale mais performance non homologuée en raison d'un vent supérieur à la limite autorisée de 2,5 m/s. Premier athlète, homme et femme confondus, du Nigeria à devenir champion du monde en athlétisme, elle devance sur le podium la Jamaïcaine Britany Anderson (12 s 23) et la championne olympique en titre Porto-ricaine Jasmine Camacho-Quinn (12 s 23 également). Nia Ali, championne du monde en titre, est disqualifiée lors des séries après avoir chuté sur le dixième obstacle.
En 2023, en finale des championnats du monde de Budapest, Danielle Williams crée la surprise en s'adjugeant le second titre mondial de sa carrière, huit ans après le premier. Partie du couloir 1, la Jamaïcaine réussit un chrono en 12 s 43, battant d'un centième de seconde Jasmine Camacho-Quinn et de trois centièmes de seconde Kendra Harrison.

## Palmarès
| Édition          | Or                             | Argent                          | Bronze                         |
| ---------------- | ------------------------------ | ------------------------------- | ------------------------------ |
| 1983             | Bettine Jahn 12 s 35           | Kerstin Knabe 12 s 42           | Ginka Zagorcheva 12 s 62       |
| 1987             | Ginka Zagorcheva 12 s 34       | Gloria Siebert 12 s 44          | Cornelia Oschkenat 12 s 46     |
| 1991             | Ludmila Engquist 12 s 59       | Gail Devers 12 s 63             | Natalya Grigoryeva 12 s 69     |
| 1993             | Gail Devers 12 s 46            | Marina Azyabina 12 s 60         | Lynda Tolbert-Goode 12 s 67    |
| 1995             | Gail Devers 12 s 68            | Olga Shishigina 12 s 80         | Yuliya Graudyn 12 s 85         |
| 1997             | Ludmila Engquist 12 s 50       | Svetla Dimitrova 12 s 58        | Michelle Freeman 12 s 61       |
| 1999             | Gail Devers 12 s 37            | Glory Alozie 12 s 44            | Ludmila Engquist 12 s 47       |
| 2001             | Anjanette Kirkland 12 s 42     | Gail Devers 12 s 54             | Olga Shishigina 12 s 58        |
| 2003             | Perdita Felicien 12 s 53       | Brigitte Foster-Hylton 12 s 57  | Miesha McKelvy-Jones 12 s 67   |
| 2005             | Michelle Perry 12 s 66         | Delloreen Ennis-London 12 s 76  | Brigitte Foster-Hylton 12 s 76 |
| 2007             | Michelle Perry 12 s 46         | Perdita Felicien 12 s 49        | Delloreen Ennis-London 12 s 50 |
| 2009             | Brigitte Foster-Hylton 12 s 51 | Priscilla Lopes-Schliep 12 s 54 | Delloreen Ennis-London 12 s 55 |
| 2011             | Sally Pearson 12 s 28          | Danielle Carruthers 12 s 47     | Dawn Harper 12 s 47            |
| 2013             | Brianna Rollins 12 s 44        | Sally Pearson 12 s 50           | Tiffany Porter 12 s 55         |
| 2015             | Danielle Williams 12 s 57      | Cindy Roleder 12 s 59           | Alina Talay 12 s 66            |
| 2017             | Sally Pearson 12 s 57          | Dawn Harper-Nelson 12 s 63      | Pamela Dutkiewicz 12 s 72      |
| 2019             | Nia Ali 12 s 34                | Kendra Harrison 12 s 46         | Danielle Williams 12 s 47      |
| 2022 (+ 2,5 m/s) | Tobi Amusan 12 s 06            | Britany Anderson 12 s 23        | Jasmine Camacho-Quinn 12 s 23  |
| 2023             | Danielle Williams 12 s 43      | Jasmine Camacho-Quinn 12 s 44   | Kendra Harrison 12 s 46        |

## Multiples médaillées
| Rang | Athlète                | Pays                    | Période   | Or | Argent | Bronze | Total |
| ---- | ---------------------- | ----------------------- | --------- | -- | ------ | ------ | ----- |
| 1    | Gail Devers            | États-Unis              | 1991–2001 | 3  | 2      | 0      | 5     |
| 2=   | Ludmila Engquist       | Union soviétique/ Suède | 1991-1997 | 2  | 1      | 0      | 3     |
| 2=   | Sally Pearson          | Australie               | 2011-2017 | 2  | 1      | 0      | 3     |
| 4    | Danielle Williams      | Jamaïque                | 2015–2023 | 2  | 0      | 1      | 3     |
| 5    | Michelle Perry         | États-Unis              | 2005-2007 | 2  | 0      | 0      | 2     |
| 6    | Perdita Felicien       | Canada                  | 2003-2009 | 1  | 2      | 0      | 3     |
| 7    | Brigitte Foster-Hylton | Jamaïque                | 1987–1991 | 1  | 1      | 1      | 3     |
| 8    | Delloreen Ennis-London | Jamaïque                | 2005–2009 | 0  | 1      | 2      | 3     |
| 9=   | Olga Shishigina        | Kazakhstan              | 1995-2001 | 0  | 1      | 1      | 2     |
| 9=   | Dawn Harper-Nelson     | États-Unis              | 2011-2017 | 0  | 1      | 1      | 2     |
| 9=   | Jasmine Camacho-Quinn  | Porto Rico              | 2022-2023 | 0  | 1      | 1      | 2     |
| 9=   | Kendra Harrison        | États-Unis              | 2019-2023 | 0  | 1      | 1      | 2     |

## Records des championnats
| Temps   | Athlète            | Lieu     | Date             | Record |
| ------- | ------------------ | -------- | ---------------- | ------ |
| 13 s 03 | Kerstin Knabe      | Helsinki | 12 août 1983     |        |
| 12 s 81 | Bettine Jahn-Gärtz | Helsinki | 12 août 1983     |        |
| 12 s 75 | Bettine Jahn-Gärtz | Helsinki | 12 août 1983     |        |
| 12 s 75 | Ginka Zagorcheva   | Helsinki | 13 août 1983     |        |
| 12 s 51 | Ginka Zagorcheva   | Rome     | 3 septembre 1987 |        |
| 12 s 34 | Ginka Zagorcheva   | Rome     | 4 septembre 1987 |        |
| 12 s 28 | Sally Pearson      | Daegu    | 3 septembre 2011 | AR     |
| 12 s 12 | Tobi Amusan        | Eugene   | 24 juillet 2022  | WR     |